# مارتین مک‌گینس
جیمز مارتین پاسلی مک‌گینس (ایرلندی: Séamus Máirtín Pacelli Mag Aonghusa؛ ۲۳ مهٔ ۱۹۵۰ – ۲۱ مارس ۲۰۱۷) سیاستمدار نامدار و فرمانده ارتش جمهوری‌خواه ایرلند بود که برای مدتی جنبش زیرزمینی شبه‌نظامی خود برای آشتی با بریتانیا را رهبری می‌کرد.
او برای مدتی سمت معاون وزیر اول دولت محلی ایرلند شمالی را عهده‌دار شد. مک‌گینس در ۹ ژانویه ۲۰۱۷ پس از اختلاف با آرلین فاستر از این مقام کناره‌گیری کرد. با کناره‌گیری او دولت محلی ایرلند شمالی سقوط کرد. این دولت، نخستین دولتی بود که پس از متوقف شدن کمپین مسلحانه آی.آر.ای (IRA) تشکیل شده‌بود. او در پی ابتلا به یک بیماری قلبی نادر در سن ۶۶ سالگی چشم از جهان فروبست.

## زندگی‌نامه
مارتین مک‌گینس در ۲۳ مه ۱۹۵۰ در منطقه فقیرنشین بوگ‌ساید لندندری زاده شد. او در اواخر دهه ۱۹۶۰ به ارتش جمهوری‌خواه ایرلند پیوست. وی یک جمهوری‌خواه ایرلندی، عضو شین فین و یک سیاستمدار بود که از مه ۲۰۰۷ تا ژانویه ۲۰۱۷ معاون وزیر اول دولت محلی ایرلند شمالی بود. او در ۹ ژانویه ۲۰۱۷ در اعتراض به رسوایی مشوق حرارتی تجدیدپذیر کناره‌گیری کرد. در پی این استعفا دولت منطقه‌ای ایرلند شمالی ساقط شد و در ایرلند شمالی انتخابات جدید برگزار شد. در این انتخابات برای نخستین‌بار احزاب طرفدار اتحاد با بریتانیا به اکثریت کرسی‌های مجلس محلی ایرلند شمالی دست نیافتند.
مارتین مک‌گینس در ۱۹ ژانویه ۲۰۱۷ اعلام کرد به دلیل بیماری در انتخابات دوباره در ایرلند شمالی شرکت نخواهد کرد و زودتر از موعدی که وعده داده بود بازنشسته خواهد شد. وی پیشتر گفته بود در تابستان ۲۰۱۷ بازنشسته خواهد شد. او از بیماری آمیلوئیدوز رنج می‌برد و بر اثر این بیماری در سن ۶۶ سالگی درگذشت.

## فعالیت‌ها
در اواخر ۱۹۶۰ اعضای کلیسای کاتولیک لندن دری به خیابان آمده و خواستار حقوق مدنی شدند تا که به سلطه پروتستان‌ها در جزیره ایرلند پایان دهند. مگ گینس در دهه ۱۹۷۰ میلادی برای دفاع از حقوق اقلیت کاتولیک در ایرلند شمالی، به ارتش جمهوری‌خواه ایرلند (بازوی نظامی شین فین) پیوست و طی مدت کوتاهی مراحل ترقی را در این جریان طی کرد و به فرماندهی ارشد آن رسید.
مک‌گینس در سال ۱۹۷۳ پس از آنکه در نزدیکی خودرویی که حامل مواد منفجره و ۵۰۰۰ گلوله مهمات بود دستگیر شد، به زندان افتاد. او در دادگاه به کشتن شماری از منابع اطلاعاتی و گروگان‌ها متهم شد و گفته شد که وی از بمب‌گذاری در رژه روز یادبود در انیس‌کیلن در سال ۱۹۸۷ که منجر به کشته شدن ۱۱ نفر و زخمی شدن بیش از ۶۰ نفر شد، اطلاع قبلی داشت. مک‌گینس این اتهامات را رد کرد.
در اوایل ۱۹۸۰ مک گینس یک سیاستمدار منتخب برای شین فین بال سیاسی آی.آر.ای IRA شد. وی پس از سال‌ها مبارزه مسلحانه برای استقلال ایرلند شمالی در سال ۱۹۹۸ میلادی با دولت حزب کارگر تونی بلر نخست‌وزیر بریتانیا وارد گفتگو شد و با امضای توافق صلح موسوم به پیمان جمعه نیک به بیش از ۳۰ سال خشونت در ایرلند شمالی پایان داد.
مک‌گینس در مه ۲۰۰۷ معاون وزیر اول ایرلند شمالی شد و تا ژانویه ۲۰۱۷ به عنوان معاون وزیر اول دولت محلی ایرلند شمالی در این سمت مشغول فعالیت بود. او پس از رسیدن به مقام معاونت نخست‌وزیر ایرلند شمالی، جمهوری‌خواهانی را که خواهان ادامه خشونت بودند «خائن به جزیره ایرلند» خواند و محکوم کرد. وی در ژوئن سال ۲۰۱۲ در یک حرکت نمادین با ملکه بریتانیا دیدار کرد.
مک‌گینس پس از استعفا از معاونت وزیر اولی دولت محلی ایرلند شمالی و کناره‌گیری از فعالیت در حزب شین فین ایرلند شمالی اعلام کرد به علت بیماری برای همیشه از دنیای سیاست کناره‌گیری می‌کند.

## سخنان مک‌گینس
- «من یک جمهوری‌خواه ایرلندی هستم، یک جمهوری‌خواه ایرلندی کسی است که معتقد است دولت انگلستان نباید هیچ نقشی در زندگی این جزیره داشته باشد، ما معتقدیم این جزیره باید آزاد باشد.»
- «ما با آدم‌های خطرناکی مواجه بودیم که توانایی از بین بردن من بعنوان یک جمهوری‌خواه را داشتند.»
- «من همیشه به خودم باور داشتم، از روزی که در کنار جوانان و سالمندان دری (لندن دری) ایستادم. و … من همیشه معتقد بودم ما می‌توانیم به چیزهای مهمی برسیم.»[۸]

## ایرلند شمالی
ایرلند شمالی در شمال جزیره ایرلند در حال حاضر به همراه انگلستان، اسکاتلند و ولز، کشور بریتانیا را تشکیل می‌دهد. بحران ایرلند شمالی از سال ۱۹۶۸ آغاز شد و تا امضا توافق صلح موسوم به پیمان جمعه نیک در سال ۱۹۹۸ میلادی ادامه داشت. طی سه دهه خشونت بیش از ۳۶۰۰ نفر کشته و حدود ۵۰۰۰۰ نفر زخمی شدند.